# Karen Jean Meech
Karen Jean Meech (née en 1959) est une astronome américaine spécialisée en planétologie.

## Biographie
Karen J. Meech est diplômée d'un Baccalauréat universitaire en sciences en physique de l'Université Rice (Houston (Texas)) en 1981 et d'un doctorat en planétologie au Massachusetts Institute of Technology (Cambridge (Massachusetts)) en 1987.
Elle rejoint ensuite l'Institut d'astronomie de l'Université de Hawaï en tant qu'enseignante-chercheuse.
Elle obtient en 1988 le Prix d'astronomie Annie J. Cannon puis en 1994 le Prix Harold Clayton Urey.
Karen J. Meech est spécialisée dans l'étude des comètes et ce qu'elles révèlent sur les premiers âges du système solaire. Elle travaille notamment avec les télescopes de l'Observatoire de Kitt Peak, de l'Observatoire interaméricain du Cerro Tololo ou avec le télescope spatial Hubble.
En 1989 elle met en évidence avec Michael J. Belton l'atmosphère de (2060) Chiron, alors considéré comme un simple astéroïde.
En février 1991 elle découvre (trois jours après Olivier Hainaut et Alain Smette) une explosion géante sur la comète de Halley,,.
Elle mène en 1997 la campagne d'observation de la comète Hale-Bopp de l'IFA
,.
Impliquée depuis le début du projet Deep Impact (sonde spatiale) en 1999, elle est en 2005 (au moment de l'impact) responsable de la partie des observations au sol de la comète Tempel 1,,.
Elle prend ensuite part au programme d'extension de la mission Stardust qui retourne observer la comète Tempel 1.
En 2016 l'équipe de Meech découvre la comète Manx du nuage d'Oort et ses caractéristiques uniques : « matière primitive constitutive du Système Solaire interne » .

## Distinctions
Karen Jean Meech est lauréate du Prix d'astronomie Annie J. Cannon en 1988 et du prix de planétologie Harold Clayton Urey en 1994.
L'astéroïde (4367) Meech de la ceinture principale d'astéroïdes, découvert le 2 mars 1981 par Schelte J. Bus (un collègue de l'IFA de Meech) a été nommé en son honneur.